# ペンタノナコンタン
| ペンタノナコンタン | ペンタノナコンタン |
| ------------------ | ------------------ |
| CH3(CH2)93CH3      |                    |
| IUPAC名            | ペンタノナコンタン |
| 分子式             | C95H192            |
| 分子量             | 1334.5410          |
| CAS登録番号        | 7667-97-2          |

ペンタノナコンタン (Pentanonacontane) 
とは、直鎖状のアルカンの1種。炭素原子が95個、分岐することなく一列に連なっている。分子式は
C95H192。分子量は1334.5410。